# Teodor Wieczorek
Teodor Wieczorek (9. listopadu 1923, Michałkowice – 26. května 2009) byl polský fotbalista, záložník. Po skončení aktivní kariéry působil jako trenér. Jeho synem je bývalý polský fotbalový reprezentant Henryk Wieczorek.

## Fotbalová kariéra
Hrál za Germanii Königshütte, Jedność Michałkowice, AKS Chorzów a Budowlani Chorzów. Za reprezentaci Polska nastoupil v letech 1949–1953 v 10 utkáních a dal 1 gól.

## Trenérská kariéra
Trénoval polské týmy Odra Opole, Zagłębie Sosnowiec, Ruch Chorzów, Zagłębie Wałbrzych, Szombierki Bytom, ROW Rybnik, Górnik Zabrze, AKS Chorzów, Polonia Bytom a Piast Gliwice. S Ruchem získal v roce 1968 mistrovský titul a se Zagłębií Sosnowiec vyhrál v letech 1962 a 1963 polský fotbalový pohár.